# Lutjanus peru
Lutjanus peru es una especie de peces de la familia Lutjanidae en el orden de los Perciformes. De color rojizo mide hasta 95 cm de longitud. Se distribuye en el Pacífico de México a Perú. Vive en mares tropicales, en arrecifes de coral. Es una especie muy comercializada como alimento.

## Morfología
• Los machos pueden llegar alcanzar los 95 cm de longitud total.

## Hábitat
Es un pez de mar de clima tropical y asociado a los arrecifes de coral que vive hasta 40 m de profundidad.

## Distribución geográfica
Se encuentra desde México hasta el Perú.

## Uso comercial
Tiene una carne de excelente calidad y se comercializa fresco o congelado.